# Seebach (Wartburgkreis)
Seebach ist eine Gemeinde im Wartburgkreis in Thüringen. Erfüllende Gemeinde Seebachs ist die Stadt Ruhla.

## Geografie

### Geografische Lage
Naturräumlich liegt die Gemeinde Seebach am Nordwestrand des Thüringer Waldes.
Die nächstgrößeren Orte sind die Stadt Ruhla, Wutha-Farnroda, Waltershausen und die Stadt Eisenach. Die Gemeinde Seebach grenzt im Norden an die Ortsteile Farnroda und Deubach der Gemeinde Wutha-Farnroda, im Osten an den Ortsteil Schmerbach der Stadt Waltershausen sowie im Süden und Westen an die Stadt Ruhla und deren Stadtteil Thal.

### Geologie und Bodenschätze

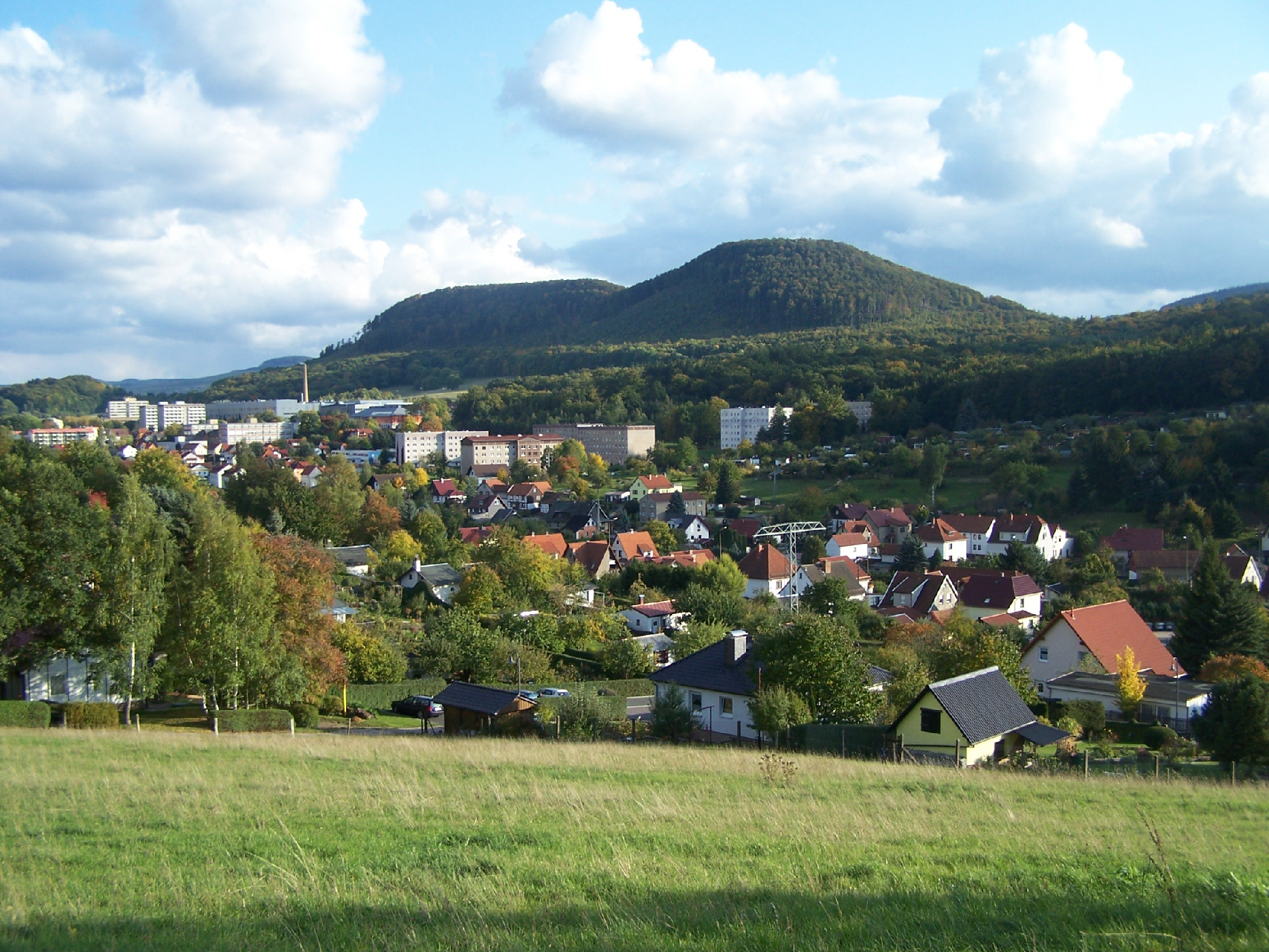
Gesamtansicht von Norden

Die Gemeinde liegt im Krebsbachtal, einem Seitental des Ruhlabaches/Erbstromes. Ein ursprünglich vorhandener See war namensgebend für den Ort, er ist bereits im Spätmittelalter verlandet.
Geologisch betrachtet liegt der Ort in einer Auslaugungszone – darauf deuten mehrere Erdfälle im nördlichen Teil der Gemarkung hin. Unter Tage befinden sich vor allem an der Grenze zu Ruhla und Winterstein geringe Kupfererzvorkommen, welche man im 16. Jahrhundert für den Bergbau nutzbar machen wollte. An diese Versuche erinnert auch der am Großen Wartberg befindliche Schacht Klingelloch. Obertägig wurde an der Schmerbacher Grenze auf dem Goldberg Gips abgebaut und in den dort befindlichen Brennöfen zu Brandkalk veredelt. Bemerkenswert ist auch die in Gipfelnähe des Großen Wartberg vorhandene Höhle, das sagenumwobene Backofenloch.

### Berge
Die Ortslage liegt bei (325 m ü. NN) bis (350 m ü. NN).

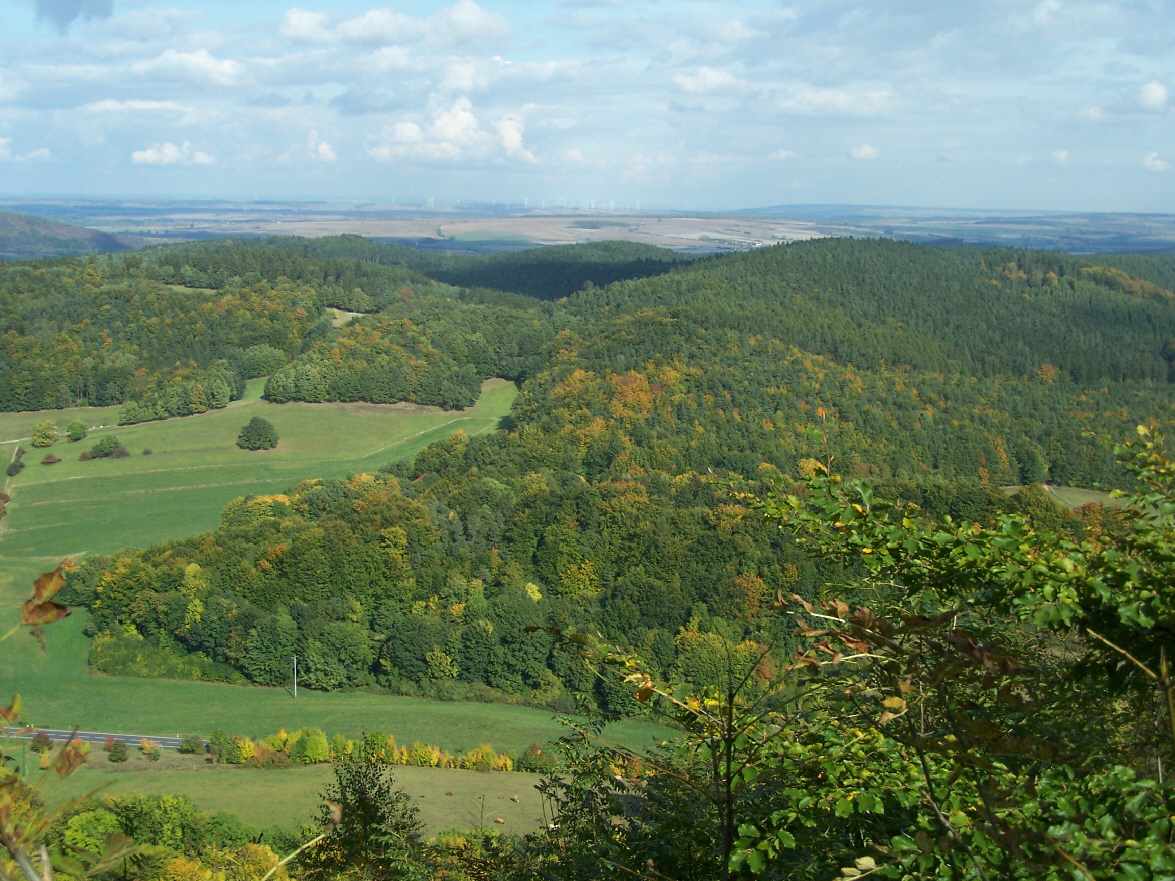
Der Dilmen

Die Landschaft um das Dorf wird von Wiesen und meist bewaldeten Bergen geprägt, hierzu zählen: als Höchster Punkt der Gemarkung der Rögis (478,5 m ü. NN) und der Dilmen (470,1 m ü. NN), bereits in der Ruhlaer Gemarkung befindlich sind Großer Wartberg (567,7 m ü. NN) und Kleiner Wartberg (520 m ü. NN).

### Gewässer
Der Krebsbach ist die heutige Bezeichnung für den im Ortsnamen überlieferten Seebach, sein Quellgebiet befindet sich im östlichen Teil der Gemarkung. Für landwirtschaftliche Zwecke wurden mehrere Teiche angelegt hinzu kommen durch Erdfälle entstandene Senken die zum Teil mit Wasser gefüllt sind. Über den Goldberg verläuft die Wasserscheide zwischen den Flüssen Erbstrom und Emse.

## Geschichte

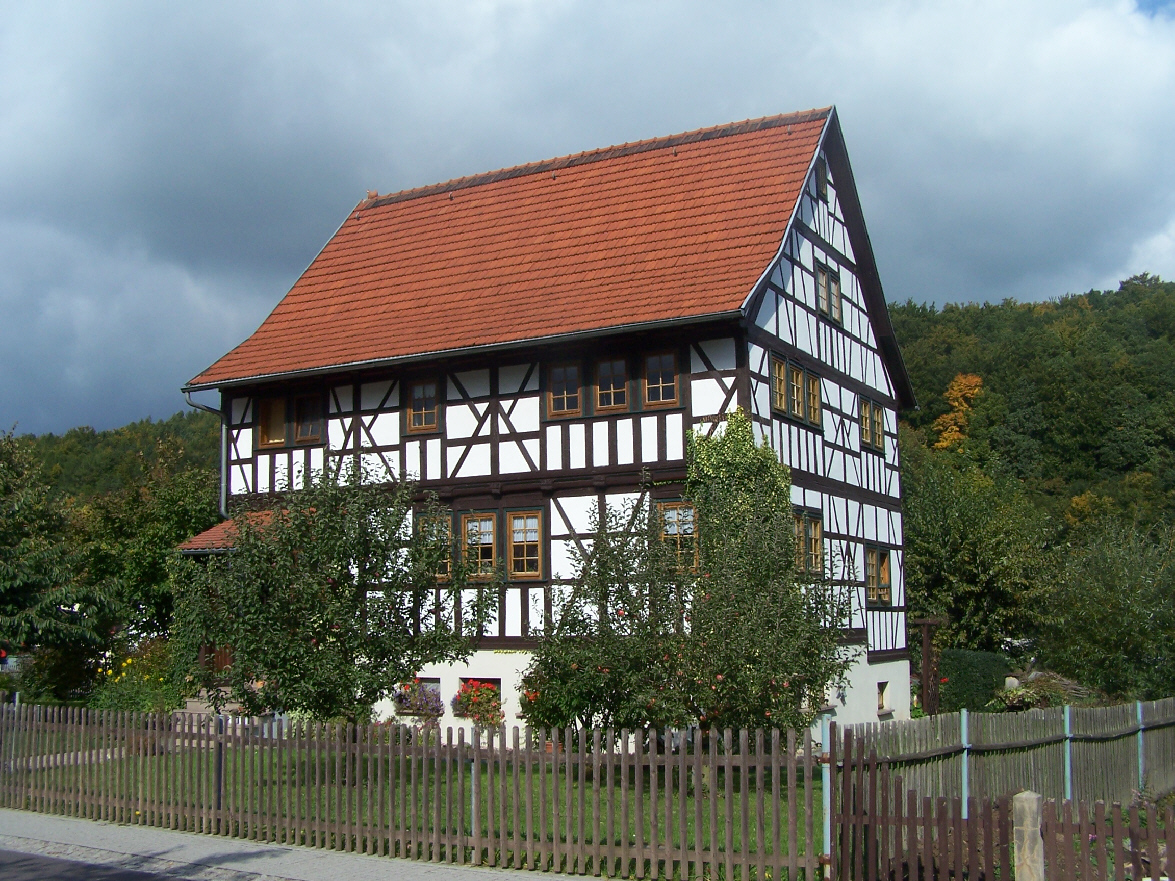
Fachwerkhaus

Im Jahre 860 wird der fränkische Adlige Erphold als erster Graf in Tonna genannt. Dieser gilt auch als Gründer und Namensgeber von Erfurt. König Ludwig der Deutsche hatte ihm den Ort Tonna übergeben. Allerdings starb das Geschlecht mit Erphold im gleichen Jahr aus. Kurz vor seinem Tod soll er seine Besitztümer im Grabfeld und im oberen Eichsfeld der Abtei Fulda und dem Hochstift Würzburg geschenkt haben. In dieser Urkunde wird auch Seebach genannt.
Seebach, oder die Seewich, wie der Ort im Volksmund genannt wurde, gehörte früher zur Herrschaft Farnroda und wurde wahrscheinlich auf Veranlassung der Thüringer Landgrafen als Rodungssiedlung von Waldbauern und Hirten gegründet.

### Mittelalter und Frühe Neuzeit
Die Siedlung war über Jahrhunderte territorial isoliert und nur über einen schmalen Landzipfel – dem Vorwerk Hucheroda – mit dem Hauptort Farnroda verbunden. Der Ort Seebach gehörte mit zum Kirchberger Gericht im Herzogtum Sachsen-Eisenach. Alle sonst angrenzenden Orte gehörten hingegen zum Uetterodtschen Gericht, Justizamt Thal im Herzogtum Sachsen-Gotha.
Der ursprüngliche Ort war dem Siedlungsbild nach eine Waldhufendorf mit seinen längs des Baches zerstreuten oder gruppenweise angesiedelten Häusern. Bis die Landwirtschaft mehr Flächen erforderte, nutzte man den unteren Bereich des Tales zur Fischzucht, wozu ein großes Wasserbecken durch Erdwälle aufgestaut wurde. Während des Dreißigjährigen Krieges kam es in der Umgebung von Seebach zu schweren Gefechten, als in den Wäldern bei Sondra und Schmerbach zwei feindliche Regimenter aufeinander trafen.

### 17. Jahrhundert
Im 17. Jahrhundert wurde der Ort durch den Seewicher Wunder-Doctor Johannis Dicel bekannt. Dicel war 1676 in Seebach als siebenter Sohn eines armen Mannes geboren und interessierte sich für die Wirkung der Kräuter, Heil- und Arzneipflanzen. Als Autodidakt war er bei den studierten Apothekern und Ärzten verrufen, doch das hinderte den Eisenacher Herzog Johann Wilhelm nicht, ihm 1724 den Titel eines Hochfürstlichen Medicus zu verleihen, wodurch er seine Praxis weiter ausüben durfte. Als Wohltäter seiner Heimatgemeinde stiftete er 1735 den Bau der Seebacher Kirche, brachte die Mittel für die Besoldung des Pfarrers und des Schullehrers auf und spendete auch noch das meiste Geld für den Neubau der Schule in Seebach. Dicel verstarb am 9. November 1758. Die Nachwelt wusste seine Verdienste besser zu schätzen als seine Zeitgenossen und ließen an der Kirche 1836 eine Gedenktafel zu seinem Gedächtnis neben der Kirchtür einmauern.

### 19. Jahrhundert

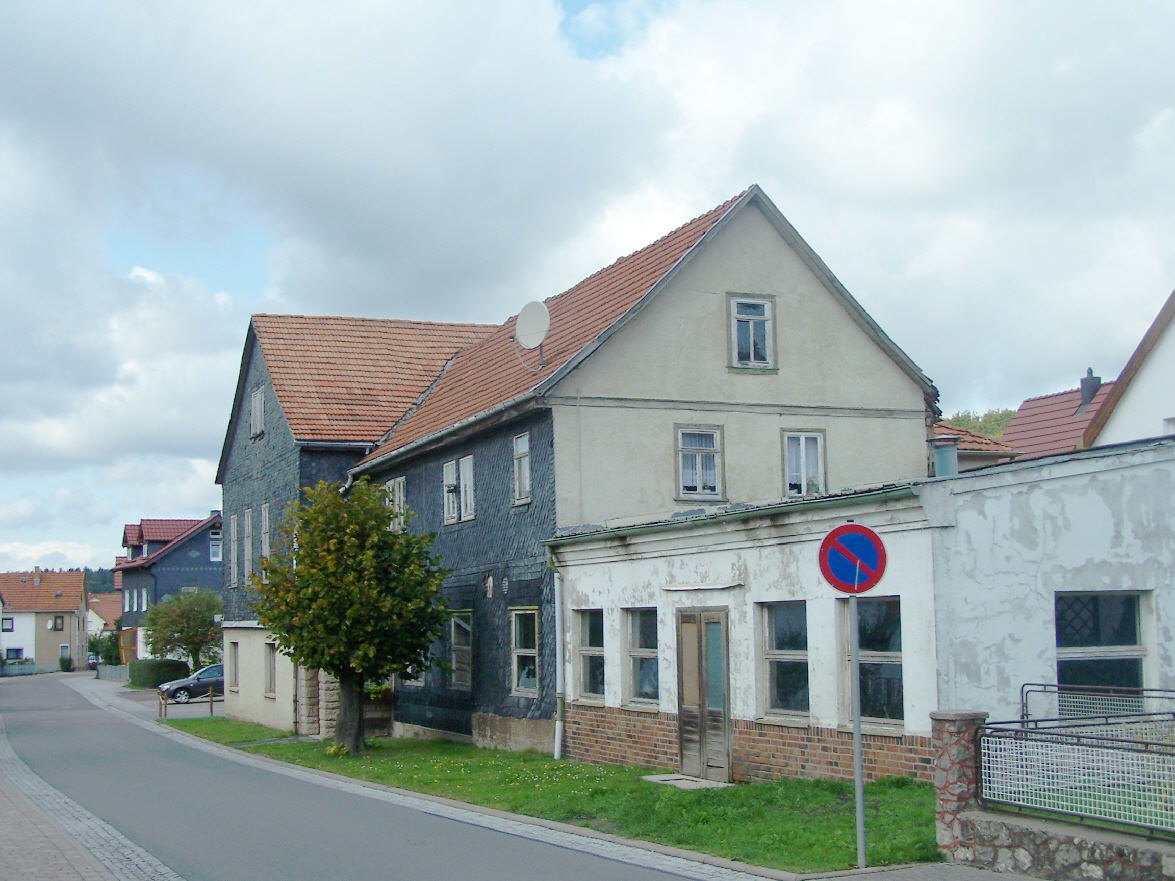
Wirtshaus

Im 19. Jahrhundert breitete sich in Seebach das Drechslerhandwerk aus, im Ort arbeiteten etwa 40 Drechsler für die Ruhlaer Meerschaum-Pfeifen-Manufakturen als Zulieferer und produzierten hölzerne Pfeifenköpfe und Röhrchen. Auf diese Tätigkeit lassen sich die im Ortswappen dargestellten Tabakpfeifen zurückführen.
Der Ort zählte um 1875 67 Wohnhäuser und hatte 424 Einwohner. Die Gemarkung Seebach hatte einen Flächeninhalt von 362,36 ha, davon entfielen anteilig auf Höfe und Gärten 11,7 ha, Wiesen 40,05 ha, Ackerflächen 151,06 ha. Der Waldbesitz betrug 147,23 ha, Teiche und Bäche 0,51 ha, Wege, Triften und Obstplantagen 11,70 ha. Der Viehbestand wurde mit 10 Pferden, 130 Rindern, 240 Schafen, 75 Ziegen und 85 Schweinen angegeben.

### Industrialisierung im 20. Jahrhundert

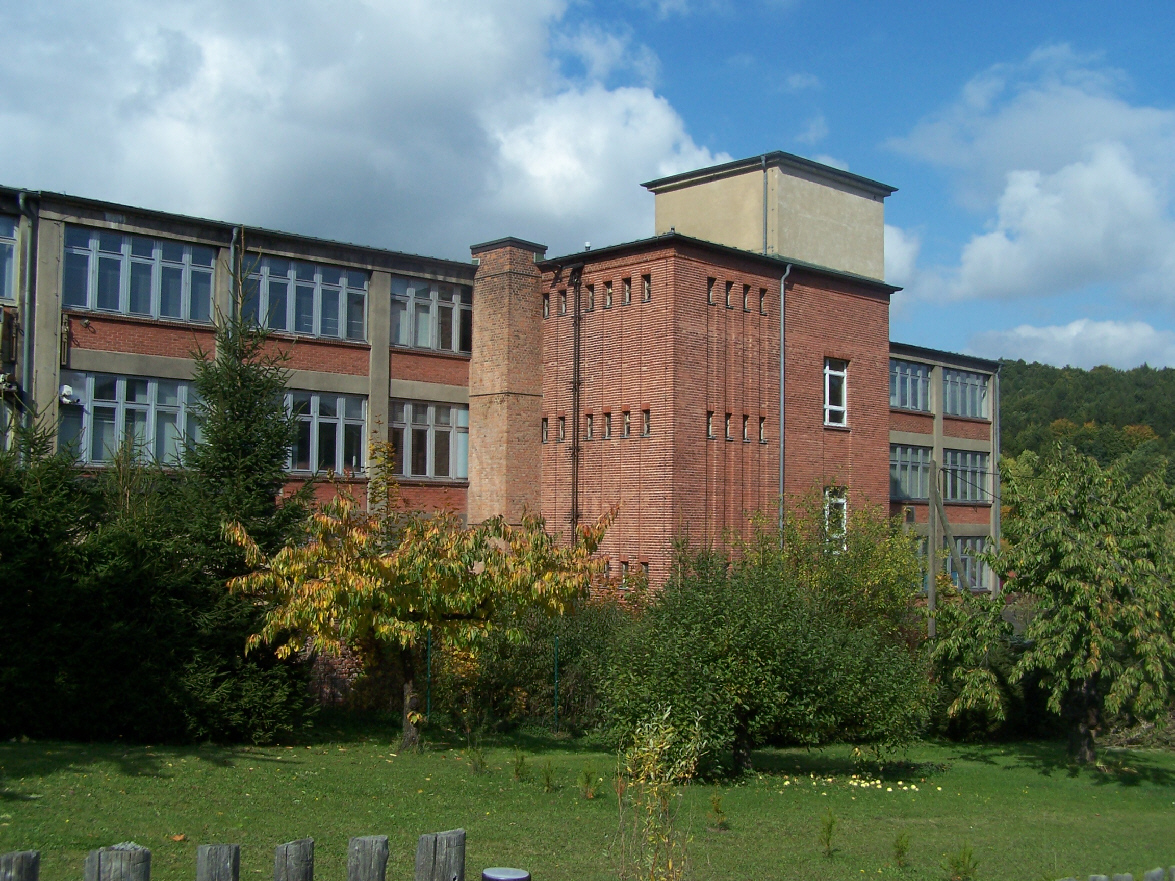
Maschinenbaufabrik

1892 begannen in Seebach die Bauarbeiten für eine Zulieferfabrikationsstätte der Ruhlaer Firma Gebr. Thiel. 1913 begann die Produktion von Ständerbohrmaschinen. 1932 baute die Gebr. Thiel GmbH in Seebach eine Uhrenfabrik, wo im Zweiten Weltkrieg unter Einsatz von Zwangsarbeitern aus der Sowjetunion Uhrwerk-Zeitzünder hergestellt wurden. Das Seebacher Klubhaus wurde 1938 erbaut. Noch bis Mitte der 1930er Jahre blieb Seebach jedoch ein vorwiegend von Handwerk und Landwirtschaft geprägter Ort.
Die 1952 verstaatlichte Uhrenfabrik wurde 1954 in VEB Uhrenwerk Klement Gottwald umbenannt. Die Seebacher LPG entstand 1957 als Genossenschaftsbetrieb und bewirtschaftete die Talhänge im Weidebetrieb. Wegen der schlechten Transportbedingungen im Winter wurde die kurvenreiche und enge Ortsverbindungsstraße zwischen Thal und Seebach in den 1960er Jahren aufgegeben und durch einen Neubau – Teil der heutigen Bundesstraße 88 – ersetzt. Von 1970 bis 1972 wurde in Seebach eine weitere Maschinenfabrik erbaut sowie 650 Wohneinheiten, eine Schule und eine erste Kaufhalle. Als um 1980 die Mikroelektronik in der DDR-Wirtschaft forciert wurde, gehörte Seebach zu den Entwicklungs- und Kompetenzzentren dieses Wirtschaftszweiges und wurde durch massiven Zuzug von Arbeitskräften, zugleich verbunden mit dem Aufbau von vier Plattenbau-Wohngebieten (Am Stein, Friedrich-Engels-Ring, Wirtsgasse und Neue Straße), einem Heizkraftwerk und entsprechender industrieller Infrastruktur massiv gefördert.

### Die Entwicklung nach der Wiedervereinigung

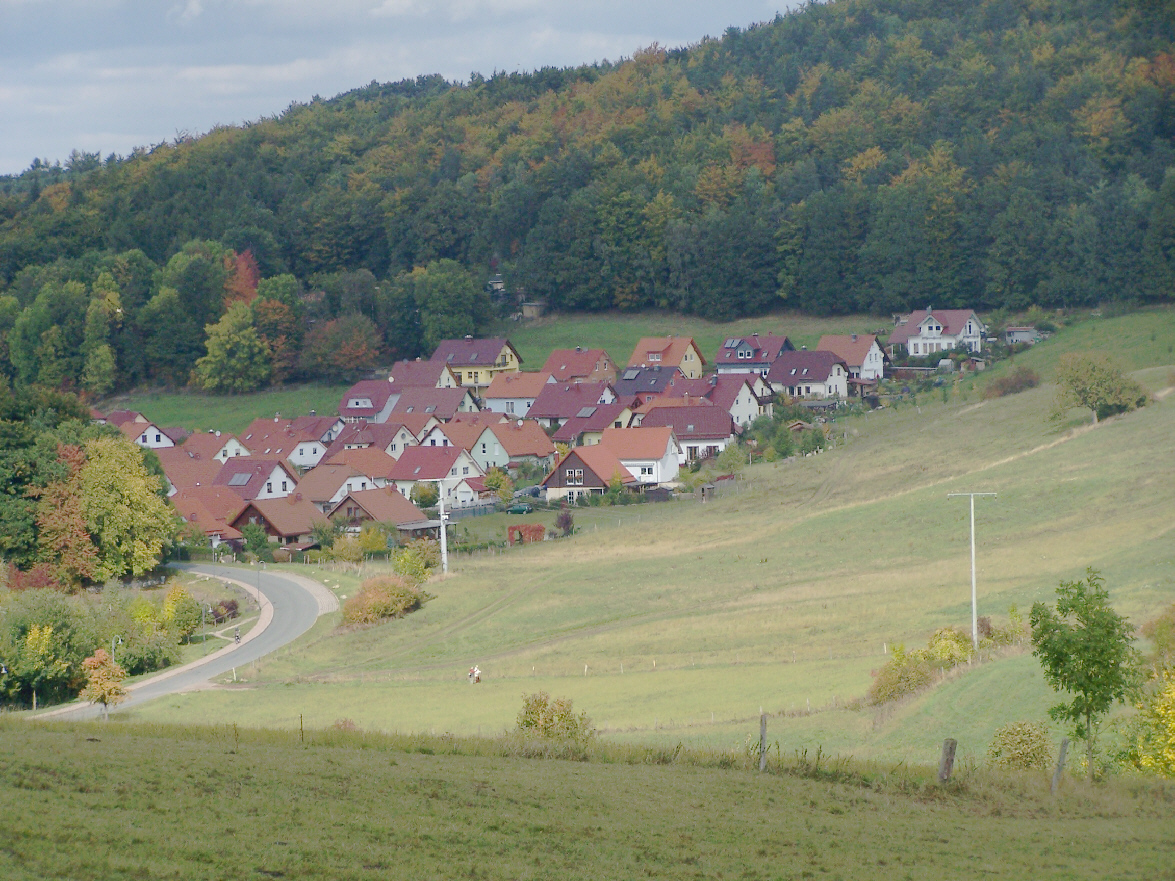
Neubausiedlung

Nach der politischen Wende 1989–1990 kam es unter Treuhandverwaltung zum Zerfall des Großbetriebes VEB Uhrenwerke Ruhla. Es entstanden private, hochspezialisierte Klein- und Mittelbetriebe, wie die Eurochron GmbH, Gardé Uhren und Feinmechanik Ruhla GmbH. Durch Ausgründung entstanden zudem Unternehmen des Werkzeug- und Sondermaschinenbaus, der Elektronikfertigung und der Kunststoffverarbeitung.

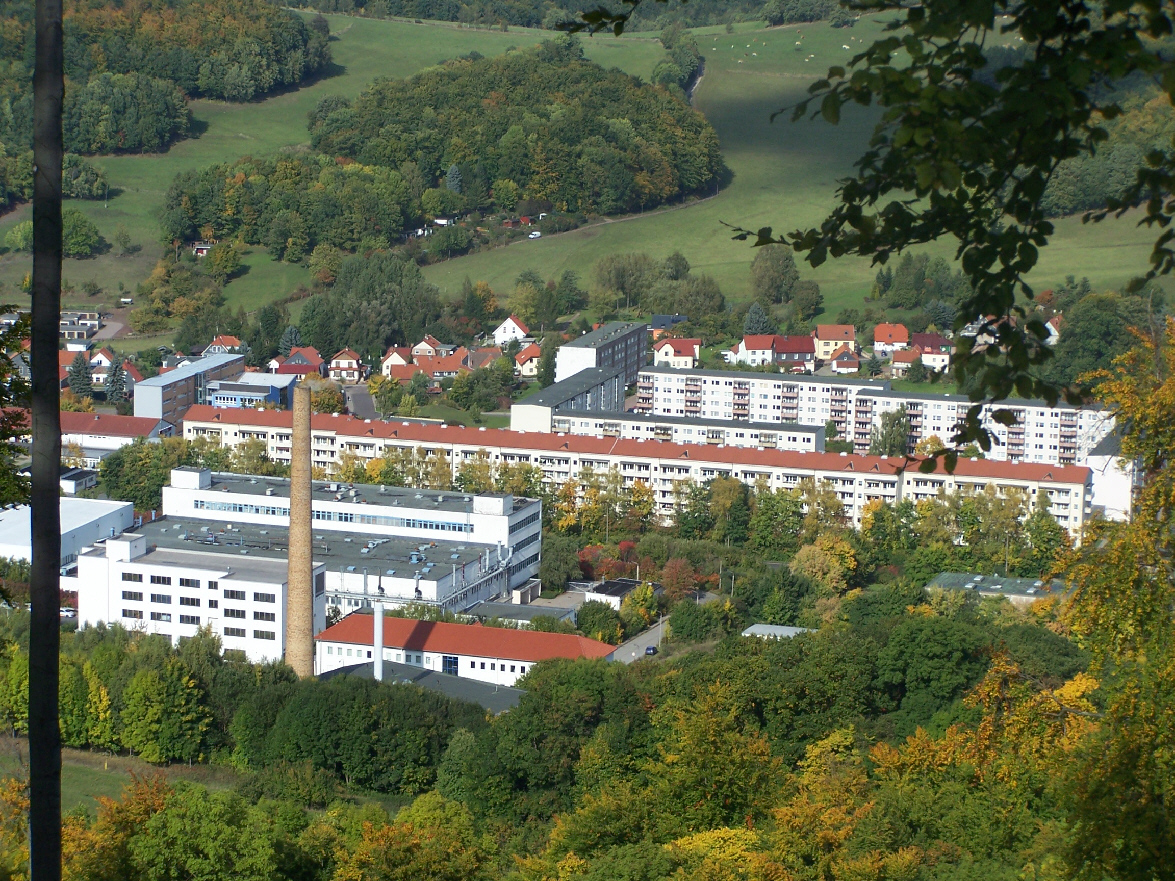
Das neue Ortszentrum

Zahlreiche kleine und mittelständische Unternehmen profitierten als Zulieferer oder Dienstleister von den Erfolgen der Automobilbranche im Eisenacher Wirtschaftsraum.

### Wappen
Die grüne Farbe steht für das Land Thüringen als „grünes Herz Deutschlands“. Die zwei gekreuzten Tabakpfeifen stehen für das in der Vergangenheit im Ort angesiedelte Drechslerhandwerk. Die Entstehung dieses Gewerkes ist im Zusammenhang mit der um etwa 1740 im benachbarten Ruhla beginnenden Fertigung von Tabakpfeifen zu sehen. Das Seebacher Kirchenbuch erwähnt im Jahre 1756 zum ersten Mal einen Röhrsgensmacher. Seebach beherbergte um das Jahr 1900 genau 55 Drechsler. Seit etwa den 1990er Jahren wird dieses Handwerk im Ort nicht mehr ausgeübt. Das Zahnrad symbolisiert die in Seebach ansässige Industrie. Das Wappen wurde im Jahr 1946 eingeführt.

### Einwohnerentwicklung
Entwicklung der Einwohnerzahl:
| - 1994: 3.519 - 1995: 3.405 - 1996: 3.300 - 1997: 3.145 - 1998: 3.031 - 1999: 2.954 | - 2000: 2.864 - 2001: 2.790 - 2002: 2.687 - 2003: 2.569 - 2004: 2.525 - 2005: 2.460 | - 2006: 2.422 - 2007: 2.358 - 2008: 2.316 - 2009: 2.277 - 2010: 2.215 - 2011: 2.159 | - 2012: 2.064 - 2013: 2.013 - 2014: 1.951 - 2015: 1.906 - 2016: 1.879 - 2017: 1.848 | - 2018: 1.815 - 2019: 1.797 - 2020: 1.782 - 2021: 1.768 - 2022: 1.760 - 2023: 1.719 |

 Datenquelle: ab 1994 Thüringer Landesamt für Statistik – Werte vom 31. Dezember

## Politik
Die Gemeinde Seebach wird seit dem 1. Juli 2006 von der Stadt Ruhla als erfüllende Gemeinde verwaltet.

### Gemeinderat
Der Gemeinderat von Seebach setzt sich aus 12 Ratsmitgliedern zusammen:
- Wählergruppe Mein Seebach: 6 Sitze
- CDU: 5 Sitze
- Die Linke/ Für Seebach: 1 Sitz

(Stand: Kommunalwahl am 26. Mai 2024)

### Bürgermeister
Gerrit Häcker (parteilos) wurde bei der Kommunalwahl am 26. Mai 2024 mit einer Wahlbeteiligung von 68,5 % und mit 867 Stimmen (entspricht 93,3 %) als Bürgermeister wiedergewählt. Er führt seit 1. Juli 2018 ehrenamtlich die Amtsgeschäfte und löste Maritta Nagel, die das Amt vom 1. Juli 2012 bis 30. Juni 2018 bekleidet hatte, ab. Von 1990 bis 2012 war Kurt Kästner Bürgermeister in Seebach.

## Kultur und Sehenswürdigkeiten

### Ortsbild
Die Ortslage von Seebach entstand entlang der heutigen Hauptstraße und zeigt als Siedlungsplatz die Grundstruktur eines Waldhufendorfes. Prägend für den Ort sind jedoch mittlerweile die zahlreichen Industriebetriebe, die vier Plattenbausiedlungen und die von Privatleuten erbauten Einfamilienhäuser am westlichen und nordöstlichen Ortsrand.
Historische Gebäude finden sich noch im Ortszentrum um die Kirche.

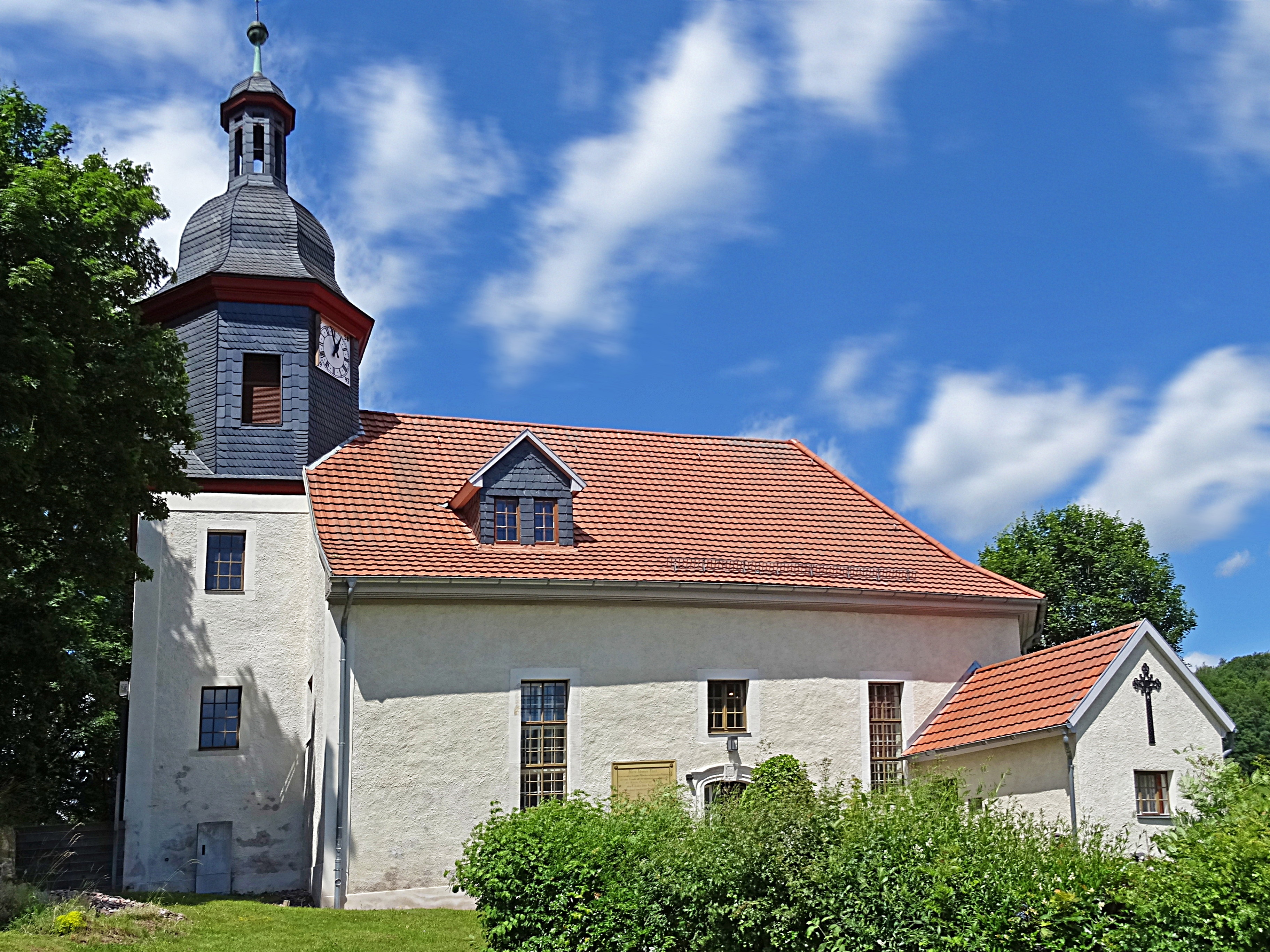
Die Kirche

### Vereine
In Eisenach und Seebach ist der Musikverein Franz Schubert Chor e. V. ansässig. Der Verein ist tätig auf dem Gebiet des Klassischen Chorgesangs.
Seit 1969 gibt es den gemischten Chor Seebach e. V., der unter der Leitung von Katrin Ortmann musikalisch tätig ist. Im Chor sind Bürger aus Seebach und Umgebung aktiv.
Der SCC (Seebacher Carnevals Club) wurde 1972 als Verein gegründet. Das Domizil des Vereins ist das Seebacher Klubhaus an der Waldstraße. Unter dem Motto Siewich Helau wird ein jährlich wechselndes Programm geboten.
In Seebach befindet sich ein Stützpunkt des Technischen Hilfswerks

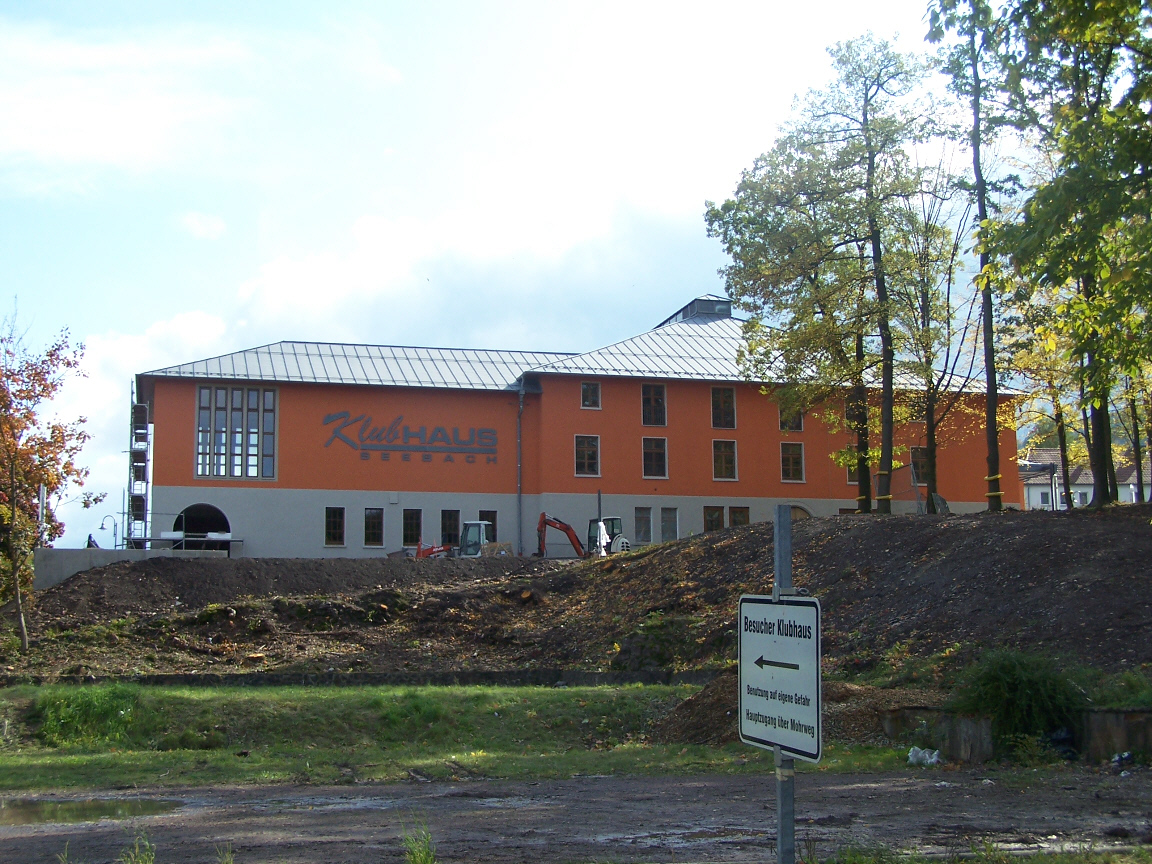
Das Seebacher Klubhaus

Der Brandschutz wird vom Verein der Freiwilligen Feuerwehr Seebach e. V. organisiert.
Der Seebacher Heimatverein hat ein kleines Museum zur Ortsgeschichte im Gemeindehaus eingerichtet.
Der 1995 gegründete Kirmesverein richtet die jährlich in einem Zelt stattfindende Kirmes aus. Das früher unter dem Namen Seewicher Pfarrkirmeß bekannte Fest wurde 1736 anlässlich der Kirchenweihe ins Leben gerufen und feierte im Jahr 2011 sein 275-jähriges Bestehen.

## Wirtschaft und Infrastruktur

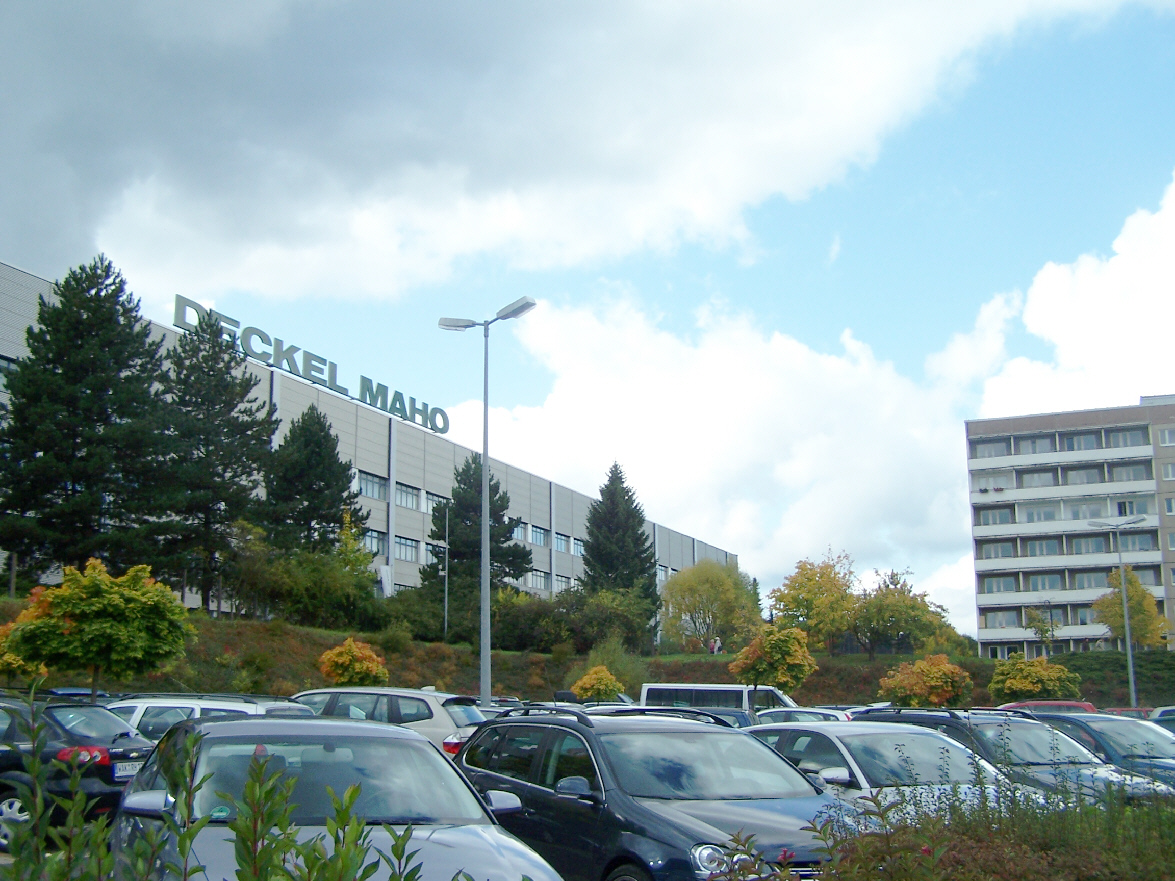
Hauptgebäude der Deckel-Maho GmbH

Im Gewerbe- und Industriegebiet Seebach sind zahlreiche Industrieunternehmen des Werkzeug- und Sondermaschinenbaues, der Kunststoffverarbeitung und der Elektronikbranche angesiedelt.
- DECKEL MAHO Seebach GmbH
- Eurochron GmbH
- Fischer Metallbau GmbH
- Frank Liebetrau Fertigungstechnik
- Hench Kunststofftechnik GmbH
- HKW-Elektronik GmbH
- Multicon GmbH
- PWB Ruhlatec Industrieprodukte GmbH,
- Werkzeugbau Ruhla GmbH[13]

### Straßenverkehr
Die Anschlussstelle 40a (Eisenach-Ost) der A 4 erreicht man über die Bundesstraße 88 und Bundesstraße 84 nach etwa zwölf Kilometern. Die Anschlussstelle 41a (Waltershausen) der A 4 erreicht man über die B 88 bis Langenhain und die L 1027 Laucha nach etwa 12 Kilometern.

### Schienenverkehr
Für Bahnreisende befindet sich der nächste Fernbahnhof in Eisenach, Regionalverkehrshaltepunkte befinden sich in Wutha und Sättelstädt.

### Wasserver- und Abwasserentsorgung
Die Gemeinde Seebach hat seine Aufgaben der Wasserver- und Abwasserentsorgung an den Trink- und Abwasserzweckverband Eisenach-Erbstromtal übertragen.

### Bildung
- Staatliche Grundschule „Am Wartberg“ Seebach
- Staatliche Regelschule „J. Dicel“ Seebach

## Söhne und Töchter der Gemeinde
- Christian Ernst von Reichenbach (1644–1699), Staatsmann und Hochschullehrer
- Johannes Dicel (1676–1758), Wunderdoktor, Mäzen und Ehrenbürger
- Claudia von Alemann (* 1943), Filmemacherin
- Ulrich von Alemann (* 1944), Politologe